# Promecotheca pandani
Promecotheca pandani es una especie de insecto coleóptero de la familia Chrysomelidae.
Fue descrita científicamente en 1960 por Judson Linsley Gressitt.